# Ginevet
Ginevet (in inglese Vedu ginu gortsaranin kits, in armeno Վեդու գինու գործարանին կից?, "azienda vinicola di Vedi") è un comune dell'Armenia di 686 abitanti (2009) della provincia di Ararat.